# Чесноков, Николай Фёдорович
Николай Фёдорович Чесноко́в (19 декабря 1919, дер. Тимошинская, Вологодская губерния — 21 марта 1982, Северодвинск, Архангельская область) — командир орудия в армии 2-го Украинского фронта, Герой Советского Союза (1946).

## Биография
Родился 19 декабря 1919 года в деревне Тимошинская (ныне Каргопольского района Архангельской области).
В Красной Армии с 1939 года. Участник Великой Отечественной войны с декабря 1941 года. Воевал на Крымском, Северо-Кавказском, Сталинградском, Донском, Западном, Ленинградском и 2-м Украинском фронтах.

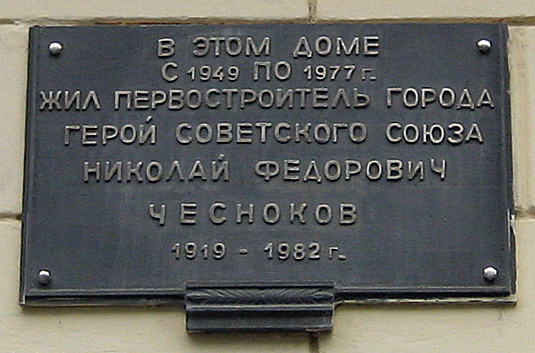
Памятная доска в Северодвинске

Указом Президиума Верховного Совета СССР от 15 мая 1946 года за умелое командование орудием во время наступательных боёв за город Будапешт гвардии сержанту Чеснокову Николаю Фёдоровичу присвоено звание Героя Советского Союза с вручением ордена Ленина и медали «Золотая Звезда».
Жил в Северодвинске. Скончался 21 марта 1982 года.
Награждён орденами Ленина, Октябрьской Революции, Красного Знамени, Отечественной войны 2-й степени, медалями, в том числе «За отвагу».
22 октября 1986 года по решению Северодвинского городского исполнительного комитета одна из улиц города Северодвинска была названа его именем.